# Беговой тоннель
Беговой тоннель — транспортная развязка на пересечении Ленинградского проспекта и Третьего транспортного кольца (соединяет Беговую улицу и улицу Новая Башиловка).
Количество тоннелей — 2, в каждом — 5 полос движения. Длина тоннелей — около 120 м.
Был построен в 1969 году, первоначально имел шесть полос движения. В 2005 году был реконструирован в рамках реализации Большой Ленинградки — реконструкции Ленинградского шоссе и Ленинградского проспекта в Москве от Тверской улицы до аэропорта «Шереметьево». В процессе реконструкции были снесены дом и трибуны стадиона Юных пионеров; реконструкция была завершена 4 ноября 2005 года.